# Rete di telecomunicazioni

Esempio di una rete di telecomunicazioni formata da interconnessioni tra dispositivi.

Una rete di telecomunicazioni è un insieme di dispositivi e dei loro collegamenti (fisici o logici) che consentono la trasmissione e la ricezione di informazioni di qualsiasi tipo tra due o più utenti situati in posizioni geograficamente distinte, effettuandone il trasferimento attraverso cavi, sistemi radio o altri sistemi elettromagnetici o ottici.

## Descrizione
All'interno di una rete ogni dispositivo di ricetrasmissione è univocamente distinguibile tramite un indirizzo di rete per consentire l'instradamento dell'informazione da e verso i destinatari corretti. L'indirizzo di rete può essere espresso sotto vari formati a seconda del tipo e del ruolo del dispositivo, per esempio: un numero telefonico; un indirizzo IP; un indirizzo MAC e così via. L'insieme degli indirizzi di una rete costituisce lo spazio di indirizzi per quella rete.
I dispositivi di rete possono essere elementi terminali, utilizzati direttamente dagli utenti finali (per esempio, un apparecchio telefonico o un computer collegato a Internet) o elementi di trasporto, non direttamente accessibili agli utenti finali, la cui funzione è quella di consentire il corretto trasferimento dell'informazione tra i destinatari.
I collegamenti di rete tra dispositivi, attraverso i quali avviene lo scambio dell'informazione, possono essere di tipo fisico (per esempio, il doppino di rame che collega un telefono alla centrale più vicina; una fibra ottica che collega due apparati di trasmissione; la portante trasmissiva di un ponte radio) oppure di tipo logico (per esempio, il circuito equivalente che collega direttamente due dispositivi qualsiasi della rete, astratto dalla complessità e dalla modalità dei collegamenti fisici effettivamente utilizzati per realizzarlo).
Il corretto trasferimento dell'informazione è assicurato mediante funzionalità specifiche (funzionalità di rete) come la segnalazione (per l'inizio e la fine dello scambio informativo), la commutazione (per l'instradamento tra gli utenti finali), la trasmissione (per il trasferimento fisico del segnale), la gestione (per il controllo della correttezza dello scambio e per l'utilizzo ottimale delle risorse di rete).
Esempi di reti di telecomunicazioni sono:
- le reti telefoniche e telematiche
- le reti di calcolatori
- Internet
- la rete Telex globale

### Modello generale di una rete di telecomunicazioni

Esempio di applicazione del modello generale a livelli (rete TCP/IP trasportata su rete telefonica)

Il modello astratto di rete, standardizzato dall'ITU-T nella raccomandazione G.805 e applicabile a qualsiasi rete di telecomunicazioni, indipendentemente dal tipo di tecnologia impiegato, è un modello ricorsivo a strati o livelli differenti legati tra di loro da una relazione di tipo client-server, con una scomposizione a dettaglio crescente di tipo top-down.
A ogni livello è associata un'informazione caratteristica che lo contraddistingue e che può essere descritta in modo indipendente sia dall'informazione caratteristica del relativo livello client che da quella del relativo livello server, ad esclusione dei punti di passaggio tra un livello e l'altro (che rappresentano l'adattamento dell'informazione tra livelli diversi), rendendo di fatto ogni livello un'entità logicamente coerente e autonoma in se stessa.
Il modello architetturale, oltre alle relazioni tra i livelli, individua e modella per ciascun livello anche le relative funzionalità di rete, definendo le capacità di elaborazione del segnale e delle informazioni di controllo, compreso l'instradamento, e le relazioni di connettività all'interno del livello, tramite una rappresentazione astratta di tipo generale che può essere applicata anch'essa in modo ricorsivo.
Ogni livello è descrivibile come una (sotto) rete composta da punti di connessione e dai loro collegamenti. Il punto di connessione rappresenta un dispositivo di rete (o meglio, una sua parte) e modella le funzioni di segnalazione, di commutazione (ossia di scelta del ramo su cui convogliare il segnale) e di controllo dell'integrità dell'informazione. Il collegamento, in quanto elemento di connessione tra due nodi diversi, rappresenta i canali logici sui quali vengono trasmesse le informazioni e modella la funzione di trasmissione dell'informazione caratteristica del livello.
Ogni collegamento di un livello può essere a sua volta scomposto in modo ricorsivo come risultante di un trasporto da parte di un livello server, caratterizzato dai propri punti di connessione e collegamenti e così via, a partire dal livello più alto, in cui i punti di connessione sono gli utenti finali e i collegamenti rappresentano connessioni logiche dirette tra gli utenti, fino a raggiungere il livello più basso, non ulteriormente scomponibile, che è quello del trasporto fisico diretto del segnale, in cui i punti di connessione rappresentano i trasmettitori e i ricevitori fisici e i collegamenti coincidono con il mezzo fisico diretto tra un trasmettitore e il ricevitore immediatamente adiacente (per esempio: un cavo, una fibra ottica, la portante tra due antenne).

### Tipologia delle informazioni fondamentali
In una rete di telecomunicazioni si possono identificare tre tipi di informazioni di base convogliate attraverso la rete stessa. I tre tipi di informazione sono indipendenti tra loro (spesso anche a livello di circuiti) ma svolgono funzioni complementari che, una volta combinate insieme, garantiscono la corretta operabilità della rete.
I tre tipi di informazioni fondamentali sono:
- il contenuto informativo vero e proprio scambiato tra gli utenti e il relativo insieme di collegamenti: questo complesso costituisce il Data plane (piano dei dati)
- l'insieme delle informazioni di servizio che vengono scambiate direttamente tra i nodi di rete per determinare in modo autonomo, automatizzato e in tempo reale la gestione ottimale del segnale, per esempio tramite opportuni protocolli di segnalazione; questo complesso costituisce il Control plane (piano di controllo o di segnalazione)
- l'insieme delle informazioni che i nodi scambiano con entità di controllo esterne alla rete, tipicamente i sistemi di gestione, per funzionalità di monitoraggio, supervisione, gestione e controllo della configurazione dei nodi; questo complesso costituisce il Management plane (piano di gestione).

L'insieme delle funzionalità logiche della rete suddivise nei tre piani sopra descritti costituisce l'architettura logico-funzionale di rete.

### Topologie di rete
Una rete di telecomunicazioni dal punto di vista fisico è un'interconnessione di rami e di nodi dove i rami hanno funzionalità di collegamento tra i nodi e i nodi funzionalità di commutazione. Essa è rappresentabile dunque attraverso un grafo. La topologia rappresenta le modalità di interconnessione fisica o logica dei nodi tra di loro.
Nell'ambito di una rete è possibile definire delle strutture topologiche elementari, che sono:
- topologia ad albero: struttura lineare a livelli in cui per ogni coppia di nodi esiste un solo percorso di collegamento; ogni nodo è collegato a un solo nodo del livello superiore tramite un solo ramo e a uno o più nodi del livello inferiore tramite uno o più rami dedicati (diramazione);
- topologia a stella: struttura a raggiera in cui i nodi sono tutti collegati tramite un solo ramo dedicato a un nodo centrale; in realtà è un caso particolare di topologia ad albero, caratterizzata da un unico livello di collegamenti tutti afferenti a un unico nodo;
- topologia ad anello: struttura circolare in cui ogni nodo è collegato in modo lineare a due nodi adiacenti;
- topologia lineare: struttura lineare in cui ciascun nodo tranne i nodi estremi è collegato a due nodi adiacenti; anche questo è un caso particolare di topologia ad albero, caratterizzata da livelli costituiti da un unico nodo senza diramazioni;
- topologia a bus: struttura in cui tutti i nodi condividono lo stesso unico collegamento;
- topologia completamente magliata: struttura in cui ogni nodo è connesso direttamente con tutti gli altri nodi della rete con un ramo dedicato per ciascun collegamento;
- topologia parzialmente magliata o magliata: combinazione tra una sottorete a topologia completamente magliata e una o più sottoreti a topologia diversa, per esempio ad albero o a stella.

Topologia ad albero
Topologia a stella
Topologia ad anello

Topologia lineare
Topologia a bus
Topologia completamente magliata
Topologia magliata

Per ogni topologia, il numero di rami {\displaystyle R} necessari per il collegamento è esprimibile come funzione del numero {\displaystyle N} dei nodi della rete. In particolare:
- per reti a stella, ad albero e lineari: {\displaystyle R=N-1}
- per reti ad anello: {\displaystyle R=N}
- per reti a bus: {\displaystyle R=1}
- per reti completamente magliate: {\displaystyle R=N*(N-1)/2}
- per reti parzialmente magliate: {\displaystyle (N-1)<R<N*(N-1)/2}

Ciascuna topologia presenta caratteristiche diverse di complessità e di robustezza (capacità di sopravvivenza ai guasti di nodi e/o collegamenti). Per esempio, la topologia completamente magliata presenta la robustezza massima rispetto ai guasti dei collegamenti (in caso di isolamento di un nodo, è sempre possibile determinare un percorso alternativo che colleghi due nodi qualsiasi della rete) ma la relazione quadratica tra il numero dei nodi e il numero dei collegamenti necessari ne limita di fatto l'applicazione a reti con un numero relativamente piccolo di nodi. Analogamente, le topologie a stella o ad albero consentono di realizzare reti con un numero di nodi anche elevato ma presentano maggiori vulnerabilità ai guasti: in una rete a stella, per esempio, il guasto del nodo centrale compromette l'intera rete. Tuttavia per tutti i tipi di topologia è possibile aumentare anche in modo significativo la robustezza ai guasti tramite l'applicazione di opportuni meccanismi di protezione di rete che, pur introducendo ridondanze nell'utilizzo delle risorse di rete, consentono di far fronte in modo efficace a condizioni di guasto e di eliminare o diminuire drasticamente le vulnerabilità intrinseche di ciascun tipo di topologia.
Nella realtà, una rete di telecomunicazioni è composta da una combinazione di sottoreti che possono presentare ciascuna topologie differenti. Il tutto costituisce una rete che nel suo complesso è parzialmente magliata: questo approccio consente di realizzare reti di complessità qualsiasi mantenendo relativamente semplice il livello di complessità dei collegamenti tra nodi.

### Modalità di trasferimento dell'informazione
Lo scopo di una rete di telecomunicazioni è quello di consentire lo scambio di informazioni tra due utenti finali posizionati in posizioni geograficamente distinte. Lo scambio viene realizzato tramite la conversione dell'informazione in un segnale e nel successivo trasporto di questo segnale da un utente all'altro utilizzando le risorse della rete.
Si distinguono quindi due funzionalità essenziali:
1. la funzionalità di accesso alla rete che identificano a loro volta la parte di rete nota come rete di accesso;
2. la funzionalità di trasporto all'interno della rete che identificano a loro volta la parte di rete nota come rete di trasporto o core network.

La funzionalità di accesso comprende l'interazione diretta tra l'utente finale con il primo elemento della rete, che costituisce così il nodo terminale o più semplicemente il terminale; la conversione dell'informazione in segnale, tipicamente eseguita dal terminale; il trasferimento del segnale verso la funzionalità di trasporto.
La funzionalità di trasporto si attua attraverso un particolare modo di trasferimento e comprende l'instradamento del segnale tra i nodi interni della rete e il mantenimento dell'integrità del relativo contenuto informativo lungo tutto il percorso, in modo da raggiungere il o i terminali di destinazione per restituire l'informazione al o agli utenti finali tramite le funzioni di accesso.
Ogni nodo della sezione di trasporto della rete determina su quale collegamento ricevere e trasmettere il segnale tramite la funzionalità di commutazione, che si può realizzare secondo due meccanismi fondamentali:
1. la commutazione di circuito, in cui una frazione fissa di capacità della rete viene stabilmente allocata per il segnale, costituendo così un canale diretto tra gli utenti finali.
2. la commutazione di pacchetto, in cui l'informazione viene adattata in strutture quantizzate, i pacchetti, che vengono instradati singolarmente e in modo individuale, senza una preallocazione deterministica o dedicata delle risorse di rete.

A titolo di esempio, la commutazione di circuito è la modalità tipicamente impiegata per il trasporto della telefonia mentre la commutazione di pacchetto viene tipicamente impiegata per il trasporto di dati di tipo informatico, per esempio nelle reti di calcolatori.
Le reti di telecomunicazioni, in particolare quelle che prevedono il trasporto integrato di telefonia e dati (Next Generation Networking), si sono evolute verso una modalità di trasporto convergente in cui tutte le informazioni sono pacchettizzate, la scelta dell'instradamento avviene pacchetto per pacchetto ma per ciascun pacchetto tale instradamento è di tipo deterministico, sfruttando i meccanismi tipici della commutazione di circuito (predefinizione del canale) (es. commutazione a circuito virtuale): in questo modo la capacità della rete viene allocata solo in presenza effettiva del singolo pacchetto, secondo il meccanismo tipico della commutazione di pacchetto, potendo però allo stesso tempo sfruttare il collegamento statico tra due nodi (cioè il circuito fisso dedicato).

### Tecnologie di trasmissione
La tecnologia di trasmissione è la modalità con cui l'informazione viene fisicamente trasmessa. Tipicamente, l'informazione viene convertita in un segnale di tipo elettrico, che si presta sia all'elaborazione di tipo digitale che alla conversione e riconversione in formati fisici differenti senza perdita di contenuto informativo e che può essere trasferito a velocità elevatissime, confrontabili con la velocità della luce.
L'informazione può essere trasferita direttamente nel suo formato elettrico tramite cavi realizzati in materiale conduttore (per esempio, il doppino telefonico, i cavi di collegamento per Ethernet o i cavi coassiali realizzati in rame), oppure convertita in segnale ottico e trasmessa tramite fibra ottica o ancora convertita in un segnale elettromagnetico e trasmessa via radio (come nel caso delle radiocomunicazioni televisive, wireless e via satellite).
Il segnale elettrico può essere trasferito sia in forma analogica che digitalizzata, tramite un passaggio di conversione analogico-digitale. Dato che la digitalizzazione consente di applicare tecniche di elaborazione che riducono e in certa misura annullano gli effetti del degrado trasmissivo dovuto ai disturbi, alla distanza e alle caratteristiche del mezzo fisico (attenuazione, ritardo di propagazione eccetera), nonché tecniche di compressione senza perdita di informazione per segnali ad alta necessità di banda (come per esempio le applicazioni basate su video), pressoché tutte le reti di telecomunicazioni utilizzano nel loro interno una trasmissione basata su formati digitali. La trasmissione in forma analogica viene tipicamente impiegata solo nelle tratte terminali della rete (per esempio, nel collegamento tra la centralina telefonica e l'apparecchio domestico), dove la limitata lunghezza della tratta rende trascurabili o comunque accettabili gli effetti di degrado, o solo per specifiche applicazioni che per le loro caratteristiche presentano maggior robustezza nei confronti dei disturbi e del degrado trasmissivo (come nel caso delle trasmissioni televisive o radiofoniche di tipo analogico, caratterizzate da un'elevata ridondanza che compensa le eventuali perdite di trasmissione).